# Жужа Кермеці
Жужа Кермеці (угор. Zsuzsa Körmöczy; 25 серпня 1924 — 16 вересня 2006) — колишня угорська тенісистка.
Найвищу одиночну позицію світового рейтингу — 2 місце досягла 1958 року.
Перемагала на турнірах Великого шолома в одиночному розряді.

## Фінали турнірів Великого шолома

### Одиночний розряд (1–1)
| Результат | Рік  | Турнір            | Покриття | Суперниця      | Рахунок       |
| --------- | ---- | ----------------- | -------- | -------------- | ------------- |
| Перемога  | 1958 | Чемпіонат Франції | Ґрунт    | Ширлі Блумер   | 6–4, 1–6, 6–2 |
| Поразка   | 1959 | Чемпіонат Франції | Ґрунт    | Крістін Труман | 4–6, 5–7      |

## Часова шкала турнірів Великого шлему в одиночному розряді
| W | Ф | ПФ | ЧФ | #Р | КТ | К# | DNQ | A | NH |

| Турнір                                 | 19471 | 1948  | 1949 - 1951 | 1952  | 1953  | 1954  | 1955  | 1956  | 1957  | 1958  | 1959  | 1960  | 1961  | 1962  | 1963  | 1964  | Career SR |
| -------------------------------------- | ----- | ----- | ----------- | ----- | ----- | ----- | ----- | ----- | ----- | ----- | ----- | ----- | ----- | ----- | ----- | ----- | --------- |
| Відкритий чемпіонат Австралії з тенісу |       |       |             |       |       |       |       |       |       |       |       |       |       |       |       |       | 0 / 0     |
| Відкритий чемпіонат Франції з тенісу   | ЧФ    | 2р    |             |       |       |       | 1р    | ПФ    | ЧФ    | П     | Ф     | 3р    | ПФ    | 4р    | 1р    | 3р    | 1 / 12    |
| Вімблдонський турнір                   | 1р    | 4р    |             | 3р    | ЧФ    |       | ЧФ    | 4р    | 2р    | ПФ    |       | 2р    | 4р    | 2р    | 2р    | 1р    | 0 / 13    |
| Відкритий чемпіонат США з тенісу       |       |       |             |       |       |       |       |       |       |       |       |       |       |       | 2р    |       | 0 / 1     |
| SR                                     | 0 / 2 | 0 / 2 | 0 / 0       | 0 / 1 | 0 / 1 | 0 / 0 | 0 / 2 | 0 / 2 | 0 / 2 | 1 / 2 | 0 / 1 | 0 / 2 | 0 / 2 | 0 / 2 | 0 / 3 | 0 / 2 | 1 / 26    |

11947 року Чемпіонат Франції відбувся після Вімблдону.